# Carly Patterson
Carly Rae Patterson (* 4. Februar 1988 in Baton Rouge, Louisiana) ist eine ehemalige US-amerikanische Turnerin. Bei den Olympischen Spielen in Athen 2004 holte sie drei Medaillen, zweimal Silber und einmal Gold.

## Werdegang
Carly ist am 4. Februar 1988 in Baton Rouge, Louisiana geboren und lebt heute in Allen, Texas mit ihrer Mutter und ihrer jüngeren Schwester. Sie fing 1994 an zu turnen, nachdem sie eine Geburtstagsfeier ihres Cousins besucht hatte, welche in der Turnhalle der „Elite Gymnastics“ in Baton Rouge stattfand. Dort wurde ihr Talent sofort erkannt, und sie konnte weiter gefördert werden.
Weniger als ein Jahrzehnt später gab sie ihr Debüt im „Senior International Elite Level“, gewann die „American Cup“ Titel 2003 und 2004 und bekam außerdem den Titel des „2004 US Co-National Champion“. Des Weiteren war Carly ein Teil des „2003 World Championship Team“, bei welchem sie die Silbermedaille im Mehrkampf (All-Around) gewann und den Staaten zum ersten Mal zur „World Championship Team Goldmedaille“ verhalf.
Ebenfalls gab Carly bei diesen Meisterschaften ihren spektakulären Balken-Abgang (ein doppelter Vorwärtssalto) zum Besten, welcher daraufhin offiziell zum „Patterson“ benannt wurde.

### Olympische Spiele 2004
Bei den Olympischen Spielen 2004 in Athen schafften es Carly und ihre Teamkolleginnen Mohini Bhardwaj, Annia Hatch, Terin Humphrey, Courtney Kupets, und Courtney McCool die Silbermedaille im Team-Finale zu erreichen. Zudem erturnte sich Carly den zweiten Platz im Balken-Finale und wurde nur noch von Cătălina Ponor, der 1987-geborenen Rumänin, geschlagen.
Darüber hinaus schaffte sie es auch noch, sich an die Weltspitze des Mehrkampfes zu turnen, und gewann olympisches Gold vor der Russin Swetlana Chorkina. Damit ist Carly die erste Amerikanerin, die nach Mary Lou Retton olympisches Gold im Mehrkampf gewonnen hat, und geht damit in die amerikanische Sportgeschichte ein.
Nach den Olympischen Spielen hat sie ihre Karriere aus gesundheitlichen Gründen beendet.

### Privates
Carlys Leben hatte sich nach diesem olympischen Erfolg drastisch geändert. Sie wurde zu einer Award Show nach der anderen geladen, war bereits in einigen, in den USA sehr bekannten, Talkshows zu Gast und wurde in den Staaten wie ein großer Star gefeiert.
Autogramme und Interviews lagen bei ihr nun an der Tagesordnung und sie plante bereits für die Zukunft: Sie arbeitete schon mit der American Dental Association zusammen und nahm ein Album mit ihrer eigenen Pop/Rock-Musik auf und außerdem arbeitete sie selber als Trainerin junger Nachwuchstalente.
Carly wirkte ab Ende August 2006 bei der US-amerikanischen Fernsehsendung „Celebrity Duets“ mit.
Am 3. November 2012 heiratete sie in Dallas den drei Jahre älteren Mark Caldwell.

## Zitate
„Ich war nervös vor diesem Wettkampf, aber ich dachte mir, dass ich mich gut vorbereitet habe. Mein Trainer sagte nur: «Du schaffst das!» und ich glaubte an mich und sagte mir, ich kann es wirklich schaffen!“
Carly Patterson, 2004 Olympic Games
Original:
„I was nervous for this competition but I thought I'd prepared really well. My coach said, 'You can do it.' And I believed in myself and said that I could do it.“

## Auszeichnungen
- USOC Athlete of the Year 2004